# Eugen von Keller

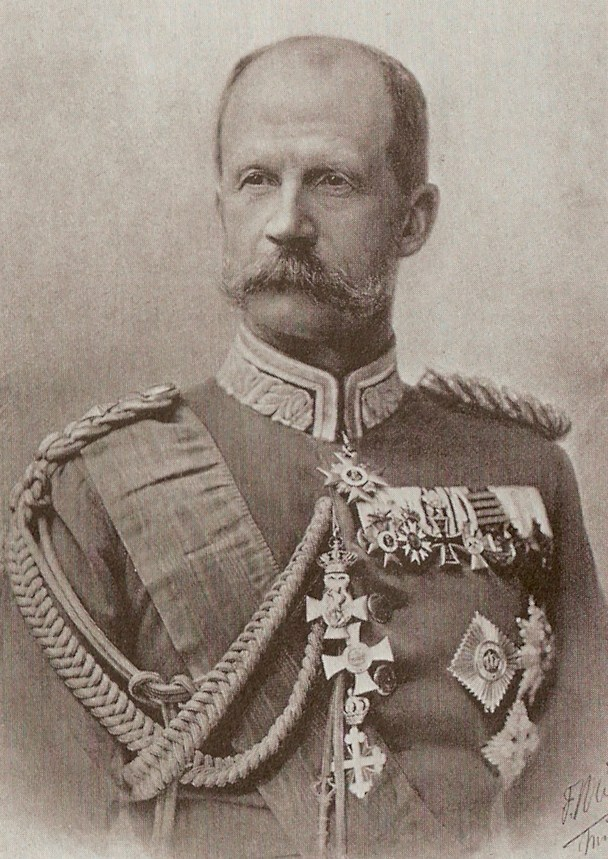
Eugen Ritter von Keller

Eugen Karl August Johann Joseph Keller, ab 1892 Ritter von Keller, (* 7. Dezember 1843 in München; † 29. Januar 1938 ebenda) war ein bayerischer Generalleutnant.

## Leben

### Herkunft
Eugen entstammte einer ursprünglich in Schwaben ansässigen Familie, die erstmals 1733 in Burtenbach an der Mindel urkundlich erwähnt wird. Er war der Sohn des Advokaten und leuchtenbergischen Kabinettsrats Johann Nepomuk Keller (1804–1860).

### Militärkarriere
Nach dem Besuch eines Humanistischen Gymnasiums trat Keller 1861 als Freiwilliger in das 1. Feldartillerie-Regiment „Prinzregent Luitpold“ der Bayerischen Armee ein. Ab 1863 war er als Junker im 4. Feldartillerie-Regiment „König“ und wurde dort 1866 Sekondeleutnant. Als solcher nahm er 1866 am Krieg gegen Preußen teil, kämpfte in den Gefechten von Helmstadt und Roßbrunn und war bei der Beschießung von Würzburg. Von 1868/70 und 1871/72 absolvierte Keller die Bayerische Kriegsakademie, die ihm die Qualifikation für den Generalstab aussprach. Unterbrochen wurde seine Ausbildung durch den Deutsch-Französischen Krieg. In dieser Zeit war er zunächst bei seinem Stammregiment, fungierte dann als Adjutant der Reserve-Artillerie-Abteilung des I. Armee-Korps und machten die Belagerung von Paris sowie Schlacht von Orléans mit. 1875 wurde Keller zum Hauptmann befördert, kurzzeitig als Lehrer an der Kriegsschule verwendet und zur Zentralstelle des Generalstabs versetzt. Von 1878 bis 1881 war er Zweiter Generalstabsoffizier beim Generalkommando des II. Armee-Korps. Keller kehrte anschließend in den Truppendienst zurück und erhielt eine Stelle als Batteriechef im 2. Feldartillerie-Regiment „vacant Brodeßer“. Im weiteren Verlauf seiner Militärkarriere war Keller als Generalmajor vom 31. Mai 1895 bis 19. April 1898 Kommandeur der 1. Feldartillerie-Brigade. Anschließend wurde er zum Generalleutnant befördert und zum Inspekteur der Fußartillerie ernannt. Am 16. Juni 1900 stellte man ihn zur Disposition.

### Nobilitierung
Für seine Verdienste wurde Keller am 27. Dezember 1891 mit dem Ritterkreuz des Ordens der Bayerischen Krone beliehen. Mit der Verleihung war der persönliche Adel verbunden und er durfte sich nach der Eintragung in die Adelsmatrikel am 25. Januar 1892 „Ritter von Keller“ nennen. Erst am 6. März 1906 wurde er unter Vorbehalt des ihm für seine eigene Person bereits zustehenden höheren Adelsgrades als Ritter in den erblichen bayerischen Adelsstand erhoben und mit seinen Nachkommen am 15. März 1906 in die bayerische Adelsmatrikel immatrikuliert.

### Familie
Keller verheiratete sich am 7. Dezember 1869 in München mit Berta Hassold (1846–1929). Sie war die Tochter des bayerischen Regierungsdirektors Eduard Hassold und dessen Ehefrau Wilhelmine Krauß. Das Ehepaar hatte die drei Söhne Eduard (1870–1928), Friedrich und Theodor sowie eine Tochter.